# NB-IoT
NB-IoT是窄頻物聯網（Narrowband Internet of Things）的簡稱，是由3GPP訂定的LPWAN无线电標準，為了讓行動设备及服務的範圍可以更遠。此標準在2016年6月的3GPP Release 13定版（LTE Advanced Pro）。其他的3GPP物联网技術包括有eMTC（增強型機器類通信）及EC-GSM-IoT。
NB-IoT特別著重在室內的覆蓋率、低成本、長電池壽命以及高連接密度。NB-IoT使用的是長期演進技術標準的一部份，不過限制頻寬在200kHz的單一窄頻。NB-IoT使用OFDM調變來處理下行通訊，用SC-FDMA來處理上行通訊
全球行動供應商協會在2019年3月宣佈，已有超過100家運營商佈署了NB-IoT或LTE-M網路。

## 佈署
依照全球行動供應商協會在2019年3月的資訊：
- 在69個國家的149個運營商投資NB-IoT或LTE-M的網路技術
- 這些運營商中，有53個國家的104個運營商至少佈署了NB-IoT或LTE-M網路，其中有19個國家的20個運營商佈署NB-IoT以及LTE-M網路[11]。

## 設備及模組
和3GPP相容的LPWAN設備生態系統仍在繼續成長。全球行動供應商協會在2019年4月識別了210個支援Cat-NB1/NB2或Cat-M1的設備，是GAMBoD資料庫在2018年3月的二倍以上。而且其中，有156個模組支援Cat-NB1、NB2及Cat-M1（包括已知的變體）、100個模組支援Cat-M1 （包括已知的變體），103個模組支援Cat-NB1或NB2（包括已知的變體）。
為了將NB-IoT整合到IoT發展的創客板塊中，荷蘭的IoT硬體及軟體公司SODAQ，在Kickstarter众筹了NB-IoT Shield開發板。他們希望和模組製造商u-blox合作，開發整合NB-IoT及LTE-M的創客電路板。

## 外部連結
- 3GPP NB-IOT（页面存档备份，存于）
- RP-151621